# Bruxelles-Ingooigem 1966
La Bruxelles-Ingooigem 1966, diciannovesima edizione della corsa, si svolse il 15 giugno su un percorso con arrivo a Ingooigem. Fu vinta dal belga Herman Van Springel della squadra Mann-Grundig davanti ai connazionali Lionel Vandamme e Albert Lacroix.

## Ordine d'arrivo (Top 10)
| Pos. | Corridore            | Squadra                    | Tempo |
| ---- | -------------------- | -------------------------- | ----- |
| 1    | Herman Van Springel  | Mann-Grundig               |       |
| 2    | Lionel Vandamme      | Wiel's-Gancia-Groene Leeuw |       |
| 3    | Albert Lacroix       | Pelforth-Sauvage-Lejeune   |       |
| 4    | Armand Desmet        | Solo-Superia               |       |
| 5    | Georges Vandenberghe | Romeo-Smiths               |       |
| 6    | Ludo Vandromme       | Mann-Grundig               |       |
| 7    | Lode Troonbeeckx     | Mann-Grundig               |       |
| 8    | Rik Wouters          | Televizier-Batavus         |       |
| 9    | Theo Mertens         | Peugeot-BP-Michelin        |       |
| 10   | Yvo Molenaers        | Romeo-Smiths               |       |